# Fritz-Julius Lemp
Fritz-Julius Lemp (Qingdao (China), 19 februari 1913 - 9 mei 1941), was een kapitein-luitenant-ter-zee (Kapitänleutnant) bij de Kriegsmarine tijdens de Tweede Wereldoorlog. Hij voerde het bevel over achtereenvolgens de U 28, U 30 en U 110. Lemp was ook een ontvanger van het Duitse Ridderkruis van het IJzeren Kruis. Op 7 juli 1940 was de U 30 van Lemp de eerste Duitse U-boot die aanlegde in de pas veroverde Franse onderzeebootbasis van Lorient.

## Loopbaan
Fritz-Julius Lemp werd op 19 februari 1913 in Qingdao, China geboren. Zijn vader was officier bij het Deutsches Heer. Lemp kwam vóór de oorlog naar Duitsland waar hij in 1931 dienst nam bij de Reichsmarine. In 1936 werd Lemp op eigen verzoek geplaatst bij de U-bootdienst waar hij de gebruikelijke opleiding kreeg, voornamelijk op de U 28. In november 1938 kreeg hij het bevel over de U 30 waarmee hij, als eerste U-boot in de Tweede Wereldoorlog, torpedo's lanceerde op een geallieerd schip in de Atlantische Oceaan. Dit was een Brits passagiersschip, de Athenia.

### DeAthenia
Toen op 3 september Frankrijk en het Verenigd Koninkrijk de oorlog aan nazi-Duitsland verklaarde was luitenant-ter-zee Lemp, commandant van de U 30 op verkenning in de Noord-Atlantische Oceaan. De oorlog was nog maar enkele uren oud toen Lemp een schip opmerkte dat volgens hem buiten de normale scheepvaartroutes voer. Het schip voer geen navigatielichten en volgde een zigzagkoers. Lemp besloot dat het een troepentransportschip was en geen passagiersschip. Het zou eigenlijk niets te vrezen hebben maar het gedroeg zich, volgens Lemp, niet normaal door zijn zigzagkoers. Daarmee stelde de Duitse commandant vast, dat het een Brits troepentransportschip was. Dit was echter een inschattingsfout aangezien het wel degelijk een Brits passagiersschip was, namelijk de Athenia, onderweg van Groot-Brittannië naar de Verenigde Staten.
Luitenant-ter-zee Lemp stelde overtuigd vast dat het de nieuwe vijand was, en vond dat hij het recht had tot actie over te gaan. De U 30 schoot zijn torpedo's af die alle het Britse passagiersschip troffen. De explosies waren enorm waardoor de Athenia snel zonk en van de 1103 opvarende 128 mensen om het leven kwamen. De meeste slachtoffers waren burgers. Het was pas toen de Athenia het SOS-noodsignaal begon uit te zenden dat Lens wist dat het om een passagiersschip ging. Deze fout kostte hem bijna zijn carrière.
De Britten beschuldigden de Duitsers er onmiddellijk van dat ze in flagrante strijd met de internationale overeenkomsten een onbeperkte duikbotenoorlog voerden. De Duitse regering wees die beschuldiging echter van de hand, en aangezien Lemp noch zijn radioman Georg Högel melding maakte van het gebeuren in hun radiorapporten, kwam de waarheid pas eind september aan het licht toen de U 30 de thuishaven binnenliep en Lemp persoonlijk verslag kon uitbrengen aan admiraal Dönitz.

### HMS Barham
Op 28 december 1939, om 15:45, werd de HMS Barham (04), onder bevel van kapitein-ter-zee H. T. C. Walker, RN, aan bakboordzijde getroffen door een torpedo, van de U 30, op 66 zeemijl, ten westen van Butt of Lewis, Hebriden, in positie 58° 47′ 0″ NB, 8° 5′ 0″ WL en ernstig beschadigd. Vier bemanningsleden verloren het leven. De HMS Barham werd voor zes maanden uit dienst gesteld om de nodige reparaties uit te voeren.

### U 110
Daarna had Lemp het bevel over de U 110 gekregen waarmee hij vooral strijd voerde in de Atlantische Oceaan. Op 9 mei 1941 werd de U 110 echter ingesloten door de torpedojagers HMS Bulldog, HMS Broadway en het Britse korvet HMS Aubretia. Na gedwongen te zijn door dieptebommen om beschadigd naar de oppervlakte te komen, beval Lemp zijn bemanning om de boot te verlaten en de ventielen te openen met het vooruitzicht de U-boot vrijwillig te doen zinken. De Duitse U-bootbemanning gaf zich over aan de Britten ten oosten van Cape Farewell op positie 60° N. en 33° W. Hoewel hij en zijn bemanning wegzwommen van de U 110, besefte Lemp dat de U 110 nog niet bezig was met zinken en dat de Britse oorlogsbodems vlakbij waren. Hij probeerde om terug te zwemmen naar de U 110, om zijn codeboeken en het Enigmamachine nog te vernietigen, voordat ze in geallieerde handen zouden terechtkomen. Hij werd echter nooit meer weer gezien. Het kon ook zijn dat hij beschoten werd in het water door een Britse zeeman (zoals bevestigd was door een Duitse ooggetuige), maar zijn eigenlijke lot bleef onbekend. Fritz-Julius Lemp was 28 jaar toen hij stierf.

## Successen
- 19 schepen tot zinken gebracht voor een totaal van 96.314 BRT
- 1 hulp-oorlogsschip tot zinken gebracht voor een totaal van 325 BRT
- 3 schepen beschadigd voor een totaal van 14.317 BRT
- 1 oorlogsschip beschadigd voor een totaal van 31.100 ton

## Militaire loopbaan
- Offiziersanwärter: 1 april 1931[3][2]
- Seekadett: 14 oktober 1931[3][2]
- Fähnrich zur See: 1 januari 1933[3][2]
- Oberfähnrich zur See: 1 januari 1935[3][2]
- Leutnant zur See: 1 april 1935[3][2]
- Oberleutnant Zur See: 1 januari 1937[3][2]
- Kapitänleutnant: 1 oktober 1939[3][2]

## Decoraties
- Ridderkruis van het IJzeren Kruis op 14 augustus 1940 als Kapitänleutnant en Commandant van de U 30[4][3][2][5]
- IJzeren Kruis 1939, 1e Klasse (18 januari 1940)[6][3][2]en 2e Klasse (27 september 1939)[6][3][2] [5]
- Dienstonderscheiding van Leger en Marine voor (4 dienstjaren) op 2 oktober 1936[6][2][5]
- Spanjekruis in brons op 6 september 1939[6][3][2][5]

## U-bootcommando
- U 28 - 28 oktober 1938  - november 1938:   Geen oorlogspatrouilles
- U 30 - november 1938  -  september 1940:   8 patrouilles (189 dagen)
- U 110 - 21 november 1940  -  9 mei 1941: (+)  2 patrouilles (46 dagen)